# Wu Yibing
Wu Yibing (chiń. upr. 吴易昺; pinyin Wú Yìbǐng; ur. 14 października 1999 w Hangzhou) – chiński tenisista, zwycięzca juniorskiego US Open 2017 w grze pojedynczej oraz podwójnej, reprezentant kraju w rozgrywkach Pucharu Davisa.

## Kariera tenisowa
W cyklu ATP Tour zwyciężył w jednym turnieju singlowym. Wygrał też cztery singlowe turnieje cyklu ATP Challenger Tour. Ponadto zwyciężył w dwóch singlowych turniejach rangi ITF.
W 2017 roku zwyciężył w juniorskim US Open w grze pojedynczej, w finale pokonując Axela Gellera. Podczas tego samego turnieju wygrał również rozgrywki deblowe, startując w parze z Hsu Yu-hsiou.
Rok później, podczas igrzysk azjatyckich zdobył srebrny medal w grze pojedynczej. Przegrał wówczas w finale z Denisem Istominem 6:2, 2:6, 6:7(2).
W rankingu gry pojedynczej najwyżej był na 54. miejscu (5 czerwca 2023), a w klasyfikacji gry podwójnej na 295. pozycji (23 kwietnia 2018).

### Finały w turniejach ATP Tour
| Legenda                                      |
| -------------------------------------------- |
| Wielki Szlem                                 |
| Igrzyska olimpijskie                         |
| Tennis Masters Cup / ATP Finals              |
| ATP Masters Series / ATP Tour Masters 1000   |
| ATP International Series Gold / ATP Tour 500 |
| ATP International Series / ATP Tour 250      |

#### Gra pojedyncza (1–0)
| Końcowy wynik | Nr | Data           | Turniej | Nawierzchnia  | Przeciwnik | Wynik finału            |
| ------------- | -- | -------------- | ------- | ------------- | ---------- | ----------------------- |
| Zwycięzca     | 1. | 12 lutego 2023 | Dallas  | Twarda (hala) | John Isner | 6:7(4), 7:6(3), 7:6(12) |

### Zwycięstwa w turniejach ATP Challenger Tour

#### Gra pojedyncza
| Końcowy wynik | Nr | Data             | Turniej      | Nawierzchnia  | Przeciwnik           | Wynik finału            |
| ------------- | -- | ---------------- | ------------ | ------------- | -------------------- | ----------------------- |
| Zwycięzca     | 1. | 17 września 2017 | Szanghaj     | Twarda        | Lu Yen-hsun          | 7:6(6), krecz           |
| Zwycięzca     | 2. | 12 czerwca 2022  | Orlando      | Twarda        | Jason Kubler         | 6:7(6), 6:4, 3:1, krecz |
| Zwycięzca     | 3. | 17 lipca 2022    | Rome         | Twarda (hala) | Ben Shelton          | 7:5, 6:3                |
| Zwycięzca     | 4. | 24 lipca 2022    | Indianapolis | Twarda (hala) | Aleksandar Kovacevic | 6:7(10), 7:6(13), 6:3   |

### Finały juniorskich turniejów wielkoszlemowych

#### Gra pojedyncza (1–0)
| Końcowy wynik | Nr | Data            | Turniej            | Nawierzchnia | Przeciwnik  | Wynik finału |
| ------------- | -- | --------------- | ------------------ | ------------ | ----------- | ------------ |
| Zwycięzca     | 1. | 9 września 2017 | US Open, Nowy Jork | Twarda       | Axel Geller | 6:4, 6:4     |

#### Gra podwójna (1–0)
| Końcowy wynik | Nr | Data            | Turniej            | Nawierzchnia | Partner      | Przeciwnicy             | Wynik finału   |
| ------------- | -- | --------------- | ------------------ | ------------ | ------------ | ----------------------- | -------------- |
| Zwycięzca     | 1. | 9 września 2017 | US Open, Nowy Jork | Twarda       | Hsu Yu-hsiou | Tōru Horie Yuta Shimizu | 6:4, 5:7, 11−9 |